# Kräutersauce
Als Kräutersauce (franz. Sauce fines herbes) bezeichnet man verschiedene kalte und warme Saucen der klassischen Küche. Warme Kräutersaucen sind Ableitungen der weißen Grundsauce (deutsche Soße), Ableitungen der Weißweinsoße (eine Veloute mit Weißwein), Zwiebeln und frischen Kräutern, während kalte Kräutersaucen Ableitungen der Mayonnaise, der holländischen Soße oder eine Vinaigrette sind.
Das Herstellen der verschiedenen Kräutersaucen gehört zu den Mindestanforderungen in der Berufsausbildung zum Koch/Köchin.
Umgangssprachlich werden auch Saucen mit vielen frischen Kräutern so bezeichnet.

## Kalte Saucen
- Grüne Sauce
  - Frankfurter Grüne Soße
- Kalte Kräutersauce
- Kräutermayonnaise
- Sauce ravigote
- Sauce Vincent
- Essigkräutersauce (Sauce vinaigrette)
- Sauce vénitienne

## Warme Saucen
- Sauce duxelles (mit Zwiebeln, Champignons, gehackte Petersilie, Tomatenmark und Weißwein) wird oft fälschlicherweise als Kräutersauce bezeichnet.[1]
- Sauce vénitienne